# Пироги отчаяния
Пироги отчаяния (англ. Desperation pies) — различные американские пироги, которые готовились в экономически неблагоприятные времена, и приготовление которых не требовало дорогих или дефицитных продуктов.
Такие пироги готовили с использованием основных ингредиентов, таких как масло, сахар, яйца и мука, а также с использованием других продуктов, которые повара имели под рукой, чтобы заменить ингредиенты, которые отсутствовали в этот сезон или были слишком дороги. Они были более распространены до появления охлаждённых и консервированных начинок для пирогов, а также в трудные времена, такие как Великая депрессия и нормирование во время Второй мировой войны.
До появления холодильников домохозяйки могли готовить только из сезонных ингредиентов, которые были законсервированы или хорошо хранились, и поэтому не могли делать фруктовые пироги, такие как персиковый пирог, когда фрукты не были в наличии или цены были слишком высокими. Например, в XIX веке пирог с зелёными помидорами обычно готовили как имитацию яблочного пирога или имитацию пирога минс пай.
Пироги с уксусом появились в кухне Среднего Запада США как заменитель лимона, чтобы сбалансировать сладость начинки для пирога с заварным кремом. Шуфлай, шахматный пирог и сахарный пирог также были обычными пирогами XIX века, приготовленными из запасов кладовой. Пирог с пахтой также является разновидностью пирога отчаяния.